# La Revue Blanche

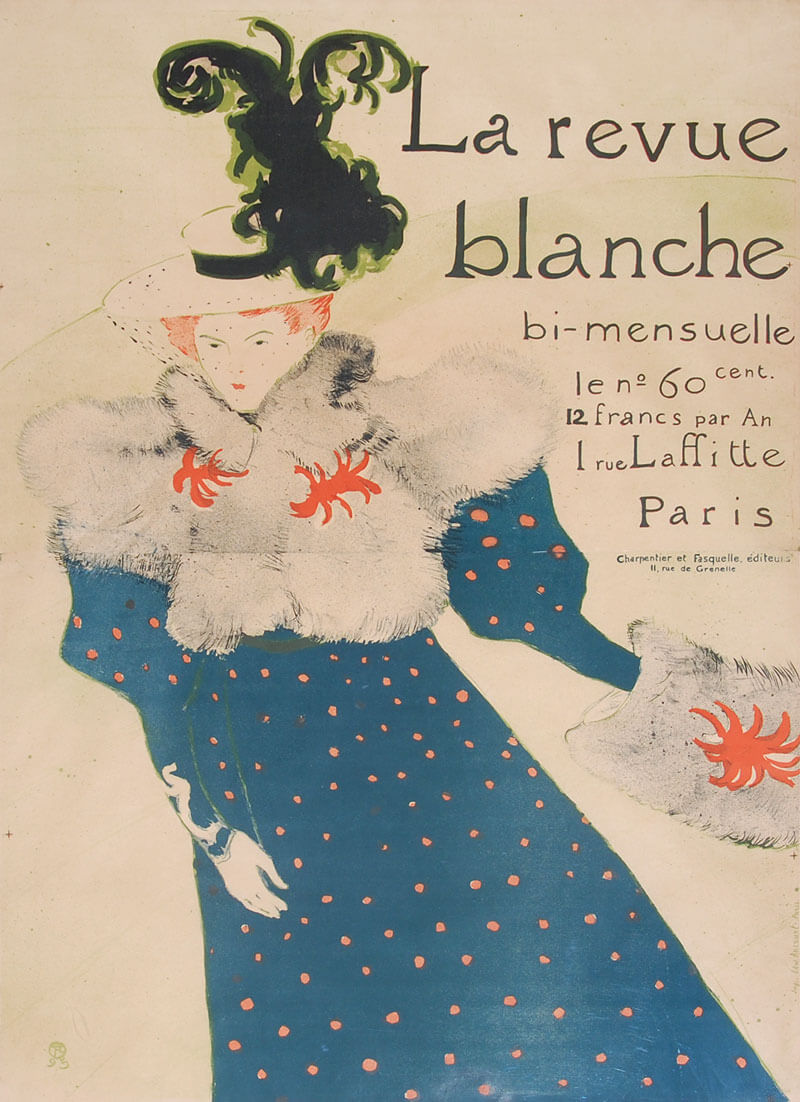
Ilustración de Toulouse-Lautrec para La Revue blanche (1895).

La Revue blanche (1889-1903) fue una revista literaria y artística en la que participaron los escritores y artistas más importantes de la Francia de su tiempo.
Fundada y dirigida por los hermanos Natanson (Alexandre, Thadée y Louis-Alfred, llamado Alfred Athis), rivalizó con el Mercure de France (de ahí su nombre, para marcar el contraste con la portada malva del Mercure). La mujer de Thadée, Misia, participó en su lanzamiento y posó como modelo para algunas portadas. Los secretarios de redacción fueron el crítico Lucien Muhlfeld y, sobre todo, el exigente Félix Fénéon de 1896 a 1903.
Portavoz de la intelligentsia cultural y artística francesa, esta publicación tomó partido por el acusado del caso Dreyfus a partir de 1898, defendiendo al capitán acusado injustamente de traición. 
En 1900 La Revue blanche publicó también como serial el Diario de una camarera, de Octave Mirbeau.

## Principales colaboradores
- Zo d'Axa
- Victor Barrucand
- Tristan Bernard
- Léon Blum
- Félix Fénéon
- Charles Henry
- Alfred Jarry
- Octave Mirbeau
- Lucien Muhlfeld
- Émile Pouget
- Marcel Proust
- Misia Sert
- Henri de Toulouse-Lautrec
- Pierre Veber
- Paul Verlaine